# Gare de Lisbonne-Santa Apolónia
Pour les articles homonymes, voir Santa Apolonia.
La gare de Lisbonne-Santa Apolónia est une gare ferroviaire portugaise, c'est la principale gare de la ville de Lisbonne. 
Elle est le terminus des trains vers le nord (Porto, Braga) et des trains de banlieue de la ligne d'Azambuja. Inaugurée le 1er mai 1865, elle est desservie depuis 2007 par la ligne bleue du métro de Lisbonne.

## Histoire
La verrière est due aux ingénieurs français Henri Joret et Charles-Alfred Oppermann.